# 사택기루
사택기루(沙宅己婁, ?~?)는 백제 성왕(聖王) 때의 대신이자 대성팔족(大姓八族) 중의 하나인 사(沙)씨 출신 귀족으로,
일본의 역사서인 《일본서기 日本書紀》에만 등장한다.

## 생애
상좌평(上佐平)을 지냈다.
금관가야(金官伽倻)가 신라에 병탄된 지 11년 후인 543년(성왕 21), 성왕이 가야 땅을 재건하기 위해 군신회의를 열었을 때, 중좌평(中佐平) 목례마나(木刕麻那), 하좌평(下佐平) 목윤귀(木尹貴), 달솔(德率) 비리막고(鼻利莫古), 덕솔(德率) 동성도천(東城道天), 목례미순(木刕眯淳), 국수다(國雖多), 나솔(奈率) 연비선나(燕比善那) 등과 함께 이 일을 의논하였다.
군신의 나열 순서에서 상좌평인 사택기루가 가장 우위에 있음을 알 수 있는데, 이는 사비 천도 이후 사씨 세력이 중앙의 최고 위계를 차지했음을 보여준다 하겠다.

## 사태기루가 등장하는 작품

### 드라마
- 《서동요》(SBS, 2005년~2006년, 배우:류진)

### 소설
- 《명농전》